# Президенты Аргентины
Президент Аргентины — глава Аргентинской Республики. Избирается всеобщим голосованием на срок 4 года.
Резиденцией президента является дворец Каса-Росада («Розовый дом») в Буэнос-Айресе.
Подразделение «Fuerzas Especiales», входящее в состав Вооружённых Сил Аргентины, занимается непосредственной охраной президента страны, подчиняясь ему напрямую. В состав подразделения «Fuerzas Especiales» входят прошедшие тщательную проверку и особую переподготовку сотрудники полиции и военнослужащие Аргентины, выделившиеся на службе или отличившиеся особыми качествами.
(Даты курсивом обозначают фактическое продление срока (например, если предшественник умер, находясь в должности президента); части имён, выделенные жирным шрифтом, обозначают имя, под которым персона наиболее известна).

## Период от получения независимости до принятия Конституции
После получения независимости в 1816 году Аргентина была федерацией фактически без центрального правительства. Сначала она называлась Объединённые провинции Ла-Платы, затем Объединённые провинции Южной Америки.
| Портрет | Срок                              | Глава государства                                                                       |
| ------- | --------------------------------- | --------------------------------------------------------------------------------------- |
|         | 31 января 1814 — 9 января 1815    | Хервасио Антонио до Посадас, Верховный правитель                                        |
|         | 9 января 1815 — 20 апреля 1815    | Карлос Мария де Альвеар, Верховный правитель                                            |
|         | 20 апреля 1815 — 9 июля 1816      | Хосе Игнасио Альварес Томас, Верховный правитель                                        |
|         | 9 июля 1816 — 9 июня 1819         | Хуан Мартин де Пуэйрредон и О’Доган, Верховный правитель                                |
|         | 9 июня 1819 — 11 февраля 1820     | Хосе Касимиро Рондо Перейра, Верховный правитель                                        |
|         | 11 февраля 1820 — 16 февраля 1820 | Хуан Педро Хулиан Агирре и Лопес де Анайя, исполняющий обязанности Верховного правителя |

## Первое президентское правление
В 1819 году попытка принять конституцию оказалась неудачной, и конституция была принята лишь в 1826 году. Из-за войны с Бразилией она оказалась нежизнеспособной, первый президент подал в отставку вскоре после вступления в должность, а его правительство было распущено.
| Портрет | Срок                          | Глава государства                                                   | Партия | Примечания                         |
| ------- | ----------------------------- | ------------------------------------------------------------------- | ------ | ---------------------------------- |
|         | 8 февраля 1826 — 7 июля 1827  | Бернардино де ла Тринидад Гонсалес Ривадавия и Ривадавия, Президент | Uni    | Ушёл в отставку                    |
|         | 7 июля 1827 — 18 августа 1827 | Алехандро Висенте Лопес и Планес, Временный президент               | Con    | Роспуск центрального правительства |

## Аргентинская конфедерация
После роспуска правительства Аргентина оставалась без центральной власти 27 лет. В этот период страна была известна как «Аргентинская Конфедерация» (исп. Confederación Argentina). Должностью, наиболее похожей на президентскую, была должность губернатора провинции Буэнос-Айрес, который, кроме исполнения функций по управлению своей провинцией, представлял страну на международном уровне по договорённости с другими провинциями. Последний глава государства в этот период, Хуан Мануэль де Росас, находился у власти очень долго и был свергнут своим главнокомандующим, Хусто Хосе де Уркисой. После этого начался переходный период к новой форме правления.
| Портрет | Срок                              | Глава государства                                                              | Партия | Примечания                        |
| ------- | --------------------------------- | ------------------------------------------------------------------------------ | ------ | --------------------------------- |
|         | 1827 — декабрь 1828               | Генерал Мануэль Доррего                                                        | Fed    | Губернатор провинции Буэнос-Айрес |
|         | декабрь 1829 — декабрь 1832       | Генерал Хуан Мануэль Хосе Доминго Ортис де Росас                               | Fed    | Губернатор провинции Буэнос-Айрес |
|         | декабрь 1832—1833                 | Хуан Рамон Гонсалес де Балькарсе                                               |        | Губернатор провинции Буэнос-Айрес |
|         | 1833 — 1834                       | Хуан Хосе Вьямонте Гонсалес                                                    |        | Губернатор провинции Буэнос-Айрес |
|         | 1834 — март 1835                  | Мануэль Висенте Маса                                                           |        | Губернатор провинции Буэнос-Айрес |
|         | март 1835 — 20 сентября 1851      | Генерал Хуан Мануэль Хосе Доминго Ортис де Росас                               | Fed    | Губернатор провинции Буэнос-Айрес |
|         | 20 сентября 1851 — 3 февраля 1852 | Генерал Хуан Мануэль Хосе Доминго Ортис де Росас, Верховный глава Конфедерации | Fed    | Губернатор провинции Буэнос-Айрес |
|         | 3 февраля 1852 — 5 марта 1854     | Генерал Хусто Хосе де Уркиса, временный Правитель                              | Fed    |                                   |

## Аргентинская республика
Генерал Хусто Хосе де Уркиса учредил конституционное собрание, которое составило Конституцию 1853 года. По этой конституции в Аргентине появился пост президента. Президенты, избранные впоследствии, часто называются «конституционными президентами». С некоторыми изменениями, конституция действует в Аргентине по сей день.
| Портрет | Срок                            | Глава государства                                                  | Партия | Примечания      |
| ------- | ------------------------------- | ------------------------------------------------------------------ | ------ | --------------- |
|         | 5 марта 1854 — 5 марта 1860     | Генерал Хусто Хосе де Уркиса, Президент                            | Fed    |                 |
|         | 5 марта 1860 — 5 ноября 1861    | Сантьяго Рафаэль Луис Мануэль Хосе Мария Дерки Родригес, Президент | Fed    | Ушёл в отставку |
|         | 5 ноября 1861 — 12 декабря 1861 | Хуан Эстебан Педернера, исполняющий обязанности президента         | Mil    |                 |

В сражении при Павоне длительное соперничество между Аргентинской республикой и Провинцией Буэнос-Айрес завершилось в пользу последней. В результате центральная аргентинская власть была распущена. Губернатор Буэнос-Айреса Бартоломе Митре исполнял после этого обязанности президента, а впоследствии в результате выборов стал первым президентом объединённой Аргентины. Страна впервые стала называться Аргентинская республика (исп. República Argentina).
| Портрет | Срок                              | Глава государства                                                    | Партия | Примечания                        |
| ------- | --------------------------------- | -------------------------------------------------------------------- | ------ | --------------------------------- |
|         | 12 апреля 1862 — 12 октября 1862  | Генерал Бартоломе Митре Мартинес, исполняющий обязанности Президента | Lib    | Губернатор провинции Буэнос-Айрес |
|         | 12 октября 1862 — 12 октября 1868 | Генерал Бартоломе Митре Мартинес, Президент                          | Lib    |                                   |
|         | 12 октября 1868 — 12 октября 1874 | Доминго Фаустино Сармьенто, Президент                                | Lib    |                                   |
|         | 12 октября 1874 — 12 октября 1880 | Николас Ремихио Аурелио Авельянеда Сильва, Президент                 | UC     |                                   |
|         | 12 октября 1880 — 12 октября 1886 | Генерал Алехо Хулио Архентино Рока Пас, Президент                    | PAN    | Первый срок                       |
|         | 12 октября 1886 — 6 августа 1890  | Мигель Хуарес Сельман, Президент                                     | PAN    | Ушёл в отставку                   |
|         | 6 августа 1890 — 12 октября 1892  | Карлос Энрике Хосе Пеллегрини Беванс, Президент                      | PAN    |                                   |
|         | 12 октября 1892 — 23 января 1895  | Луис Саэнс Пенья Давила, Президент                                   | UC     | Ушёл в отставку                   |
|         | 23 января 1895 — 12 октября 1898  | Доктор Хосе Эваристо де Урибуру и Альварес де Ареналес, Президент    | Aut    |                                   |
|         | 12 октября 1898 — 12 октября 1904 | Генерал Алехо Хулио Архентино Рока Пас, Президент                    | Aut    | Второй срок                       |
|         | 12 октября 1904 — 12 марта 1906   | Мануэль Кинтана и Саэнс де Гаона, Президент                          | PC     | Умер, находясь в должности        |
|         | 12 марта 1906 — 12 октября 1910   | Хосе Фигейроа Алькорта, Президент                                    | PC     |                                   |
|         | 12 октября 1910 — 9 августа 1914  | Роке Саэнс Пенья Лаитте, Президент                                   | PC     | Умер, находясь в должности        |
|         | 9 августа 1914 — 12 октября 1916  | Доктор Викторино де ла Пласа и Паласиос, Президент                   | PC     |                                   |

Большинство историков считает последующих президентов избранными свободным и всеобщим голосованием, за исключением пришедших к власти в результате государственного переворота.
| Портрет | Срок                              | Глава государства                                            | Партия | Примечания                       |
| ------- | --------------------------------- | ------------------------------------------------------------ | ------ | -------------------------------- |
|         | 12 октября 1916 — 12 октября 1922 | Доктор Хуан Иполито Иригойен, Президент                      | UCR    | Первый срок                      |
|         | 12 октября 1922 — 12 октября 1928 | Доктор Максимо Марсело Торквато де Альвеар Пачеко, Президент | UCR    |                                  |
|         | 12 октября 1928 — 6 сентября 1930 | Доктор Хуан Иполито Иригойен, Президент                      | UCR    | Второй срок, отстранён от власти |

В 1930 году произошёл первый военный переворот в истории Аргентины. Лидер переворота назначил себя президентом; следующие за ним президенты, хотя и были избраны, не рассматриваются большинством историков как избранные демократически.
| Портрет | Срок                              | Глава государства                                                     | Партия | Примечания                           |
| ------- | --------------------------------- | --------------------------------------------------------------------- | ------ | ------------------------------------ |
|         | 6 сентября 1930 — 20 февраля 1932 | Генерал Хосе Феликс Бенито Урибуру и Урибуру, Президент               | Mil    | Де факто; умер, находясь в должности |
|         | 20 февраля 1932 — 20 февраля 1938 | Генерал Агустин Педро Хусто Ролон, Президент                          | CC     |                                      |
|         | 20 февраля 1938 — 27 июня 1942    | Доктор Хайме Херардо Роберто Марселино Мария Ортис Лисарди, Президент | PDN    | Умер, находясь в должности           |
|         | 27 июня 1942 — 4 июня 1943        | Доктор Рамон Антонио Кастильо Баррионуэво, Президент                  | UCR    | Смещён в результате переворота       |

В 1943 году произошёл ещё один государственный переворот, приведший к власти военных:
| Портрет | Срок                          | Глава государства                                                  | Партия | Примечания                       |
| ------- | ----------------------------- | ------------------------------------------------------------------ | ------ | -------------------------------- |
|         | 4 июня 1943 — 7 июня 1943     | Генерал Артуро Роусон Корвалан, Президент Временного правительства | Mil    | Де факто, смещён со своего поста |
|         | 7 июня 1943 — 24 февраля 1944 | Педро Пабло Рамирес Мачука, Президент Временного правительства     | Mil    | Де факто, ушёл в отставку        |
|         | 24 февраля 1944 — 4 июня 1946 | Эдельмиро Хулиан Фаррель Плауль, Президент                         | Mil    | Де факто                         |

Затем новый президент был избран всенародным голосованием. Он изменил конституцию так, что она позволяла ему переизбираться, и находился у власти девять лет, пока не был смещён:
| Портрет | Срок                           | Глава государства                       | Партия                            | Примечания                          |
| ------- | ------------------------------ | --------------------------------------- | --------------------------------- | ----------------------------------- |
|         | 4 июня 1946 — 4 июня 1952      | Полковник Хуан Доминго Перон, Президент | Mil/PL/PP/Хустисиалистская партия | Первый срок                         |
|         | 4 июня 1952 — 21 сентября 1955 | Полковник Хуан Доминго Перон, Президент | Mil/PL/PP/Хустисиалистская партия | Второй срок, смещён со своего поста |

В 1955 году произошёл ещё один военный переворот, получивший название Освободительная революция (исп. Revolución Libertadora):
| Портрет | Срок                                | Глава государства                                                   | Партия | Примечания                                 |
| ------- | ----------------------------------- | ------------------------------------------------------------------- | ------ | ------------------------------------------ |
|         | 21 сентября 1955 — 23 сентября 1955 | Военная хунта Хосе Доминго Молина Гомес, Председатель военной хунты | Mil    | Де факто, временно исполняющий обязанности |
|         | 23 сентября 1955 — 13 ноября 1955   | Генерал Эдуардо Эрнесто Лонарди Дусет, de facto Президент           | Mil    | Де факто, ушёл в отставку                  |
|         | 13 ноября 1955 — 1 мая 1958         | Генерал Педро Эухенио Арамбуру Сильвети, de facto Президент         | Mil    | Де факто                                   |

Далее президенты снова были демократически избраны:
| Портрет | Срок                            | Глава государства                                           | Партия | Примечания             |
| ------- | ------------------------------- | ----------------------------------------------------------- | ------ | ---------------------- |
|         | 1 мая 1958 — 29 марта 1962      | Доктор Артуро Фрондиси Эрколи, Президент                    | UCRI   | Смещён со своего поста |
|         | 29 марта 1962 — 12 октября 1963 | Доктор Хосе Мария Гуидо, исполняющий обязанности президента | UCRI   | Президент Сената       |
|         | 12 октября 1963 — 28 июня 1966  | Доктор Артуро Умберто Ильиа, Президент                      | UCRP   | Смещён со своего поста |

Военный переворот 1966 года, известный как «Аргентинская революция» (исп. Revolución Argentina):
| Портрет | Срок                         | Глава государства | Партия | Примечания                              |
| ------- | ---------------------------- | --- | ------ | --------------------------------------- |
|         | 28 июня 1966 — 29 июня 1966  | Революционная хунта Паскуаль Анхель Пистарини, Бениньо Игнасио Марселино Варела Барнаду и Адольфо Теодоро Альварес Меленди | Mil    |                                         |
|         | 29 июня 1966 — 8 июня 1970   | Генерал Хуан Карлос Онганиа Карбальо, де факто Президент                                                                   | Mil    | Исполняющий обязанности, смещён с поста |
|         | 8 июня 1970 — 18 июня 1970   | Военная хунта Педро Альберто Хосе Гнави, Председатель хунты командующих                                                    | Mil    |                                         |
|         | 18 июня 1970 — 22 марта 1971 | Бригадный генерал Роберто Марсело Левингстон Лаборда, де факто Президент                                                   | Mil    | Де факто, смещён с поста президента     |
|         | 22 марта 1971 — 25 мая 1973  | Генерал Алехандро Агустин Лануссе Хельи, де факто Президент                                                                | Mil    |                                         |

Затем последовал короткий период демократического правления:
| Портрет | Срок                           | Глава государства                                                 | Партия                  | Примечания                                       |
| ------- | ------------------------------ | ----------------------------------------------------------------- | ----------------------- | ------------------------------------------------ |
|         | 25 мая 1973 — 13 июля 1973     | Доктор Эктор Хосе Кампора, Президент                              | FJL                     | Ушёл в отставку                                  |
|         | 14 июля 1973 — 21 октября 1973 | Доктор Рауль Альберто Ластири, Исполняющий обязанности президента | FJL                     |                                                  |
|         | 21 октября 1973 — 1 июля 1974  | Генерал Хуан Доминго Перон де ла Соса, Президент                  | Хустисиалистская партия | Третий срок, умер, находясь в должности          |
|         | 1 июля 1974 — 24 марта 1976    | Изабель Мария Эстела Мартинес де Перон, Президент                 | Хустисиалистская партия | Смещена с поста в результате военного переворота |

Военный переворот 1976 года, приведший к военной диктатуре, известной под названием «Процесс национальной реорганизации» (исп. Proceso de Reorganización Nacional), пока является последним в истории Аргентины:
| Портрет | Срок                              | Глава государства                                                                                         | Партия | Примечания                        |
| ------- | --------------------------------- | --- | ------ | --------------------------------- |
|         | 24 марта 1976 — 29 марта 1976     | Военная хунта Генерал Хорхе Рафаэль Видела Редондо, Эмилио Эдуардо Массера и Орландо Рамон Агости Эченике | Mil    |                                   |
|         | 29 марта 1976 — 29 марта 1981     | Генерал Хорхе Рафаэль Видела Редондо, де факто Президент                                                  | Mil    | Де факто                          |
|         | 29 марта 1981 — 11 декабря 1981   | Роберто Эдуардо Виола Преведини, де факто Президент                                                       | Mil    | Де факто, ушёл в отставку         |
|         | 11 декабря 1981 — 22 декабря 1981 | Карлос Альберто Лакосте, де факто Президент                                                               | Mil    | Де факто, исполняющий обязанности |
|         | 22 декабря 1981 — 18 июня 1982    | Леопольдо Фортунато Галтьери Кастелли, де факто Президент                                                 | Mil    | Де факто, исполняющий обязанности |
|         | 18 июня 1982 — 1 июля 1982        | Альфредо Оскар Сен-Жан, де факто Президент                                                                | Mil    | Де факто, исполняющий обязанности |
|         | 1 июля 1982 — 10 декабря 1983     | Рейнальдо Бенито Антонио Биньоне Рамайон, де факто Президент                                              | Mil    | Де факто                          |

В 1983 году произошёл последний переход власти от военного правительства к гражданскому:
| Портрет | Срок                          | Глава государства                          | Партия                       | Примечания      |
| ------- | ----------------------------- | ------------------------------------------ | ---------------------------- | --------------- |
|         | 10 декабря 1983 — 8 июля 1989 | Рауль Рикардо Альфонсин Фулькес, Президент | Гражданский радикальный союз | Ушёл в отставку |
|         | 8 июля 1989 — 8 июля 1995     | Карлос Сауль Менем Акиль, Президент        | Хустисиалистская партия      | Первый срок     |

Поправка 1994 года к конституции разрешила выдвижение президента на второй срок (эта возможность была отменена в 1957 году).
| Портрет | Срок                              | Глава государства                                              | Партия                          | Примечания                         |
| ------- | --------------------------------- | -------------------------------------------------------------- | ------------------------------- | ---------------------------------- |
|         | 8 июля 1995 — 10 декабря 1999     | Карлос Сауль Менем Акиль, Президент                            | Хустисиалистская партия         | Второй срок                        |
|         | 10 декабря 1999 — 21 декабря 2001 | Фернандо де ла Руа Бруно, Президент                            | Гражданский радикальный союз/AL | Ушёл в отставку                    |
|         | 21 декабря 2001 — 23 декабря 2001 | Федерико Рамон Пуэрта, Действующий глава исполнительной власти | Хустисиалистская партия         | Временно исполняющий обязанности   |
|         | 23 декабря 2001 — 31 декабря 2001 | Адольфо Родригес Саа Паэс Монтеро, Президент                   | Хустисиалистская партия         | Выбран Конгрессом, ушёл в отставку |
|         | 31 декабря 2001 — 2 января 2002   | Эдуардо Оскар Каманьо, Действующий глава исполнительной власти | Хустисиалистская партия         | Временно исполняющий обязанности   |
|         | 2 января 2002 — 25 мая 2003       | Эдуардо Альберто Дуальде Мальдонадо, Президент                 | Хустисиалистская партия         | Выбран Конгрессом, ушёл в отставку |
|         | 25 мая 2003 — 10 декабря 2007     | Нестор Карлос Киршнер Остоич, Президент                        | Фронт за победу                 |                                    |
|         | 10 декабря 2007 — 10 декабря 2015 | Кристина Элизабет Фернандес де Киршнер, Президент              | Фронт за победу                 |                                    |
|         | 10 декабря 2015 — 10 декабря 2019 | Маурисио Макри, Президент                                      | Республиканское предложение     |                                    |
|         | 10 декабря 2019 — 10 декабря 2023 | Альберто Фернандес, Президент                                  | Хустисиалистская партия         |                                    |
|         | с 10 декабря 2023                 | Хавьер Милей, Президент                                        | Либертарианская партия          |                                    |